# Dolichurus oxanus
Dolichurus oxanus là một loài côn trùng cánh màng trong họ Ampulicidae, thuộc chi Dolichurus. Loài này được Nagy miêu tả khoa học đầu tiên năm 1971.